# ロバート・カジワラ
ロバート・カジワラ（Robert Kajiwara）はアメリカ合衆国のハワイ在住の作曲家、作家、映像作家、ビジュアル・アーティスト、野球選手、活動家。
ハワイ独立と琉球独立を支持している。一方、香港独立および台湾独立に関しては否定的な見解を持っている。
「独立し、中立で非武装化された琉球は、アジア太平洋地域の平和の中心地としての役割を再開できる」と主張している。

## 氏名と経歴
ロバート梶原、ロブ梶原(Rob Kajiwara)、ロブ・カジワラなどの表記がされる場合もある。うちなーぐち名は比嘉孝昌で、中国名は魏孝昌。日系4世。自称特色中国人。ワイパフ (ハワイ州) 出身。母方が沖縄県中城村の出身。祖父母がアイヌ系、父方の高祖母はアフリカからラテンアメリカに奴隷としてわたりメキシコで自由を得て、その子供の代にカルフォルニアに渡りさらにハワイに渡った。琉球和平聯盟(Peace for Okinawa Coalition)のディレクター。
Robert Adam Takamasa Wei Xiao Chang Fija (Higa) Hernandez KajiwaraというフルネームをHPで公開していた時期もある。ハワイアンネームとしてLopaka Kapiwala、日本名として梶原孝昌。多数の名前とルーツがあり本名は不明である。
ソーシャルメディアのインフルエンサーとして、2024年1月現在、X（旧ツイッター）では28,600人、中国のソーシャルメディア・微博では124,000人のフォロワーがいる。カジワラは両方のプラットフォームで定期的に中国語をメインに書き込みをしている。

## 活動
普天間基地移設問題では、2018年12月8日、ホワイトハウスの請願サイト「WE the PEOPLE」で辺野古工事中止を求める署名活動を開始。QUEENのブライアン・メイやモデルのローラ、タレントのりゅうちぇるもSNSサイトを通じて協力を呼び掛けた。同月、琉球独立派の仲村芳信と対談。「沖縄はなぜ独立するべきか」の動画を公開。2019年1月時点で20万人以上の署名を集めた。署名活動を始めた理由について下記のように語った。
```
工事開始の日が近づくにつれて、不安も増す一方で、希望も失せていました。
日本とアメリカの政府は、沖縄の人々と、玉城デニー県知事の声を無視したのです。
でも、工事反対のデモを毎日している人々のことを考えると何もしないわけにはいかず、少しでも彼らのことを知ってもらえればと、ほとんどやけくそで始めたのです
```

2019年2月の沖縄投票前夜祭では「辺野古基地建設に伴う水源汚染への対抗策としても、琉球独立は有力であると考えている。」と琉球独立を支持した。また、多嘉山侑三、親川志奈子らも出席し、議論に加わった。
同月2月20日には入国管理局で別室に呼ばれ多くの質問をされ、照屋寛徳衆議院議員がかけあったという。2月25日、元山仁士郎や高野孟と対談を行った。
2019年2月20日には、Honolulu Civil Beatの記事で下記のように述べ琉球独立を支持した。
```
沖縄は、1879年に日本が併合するまで、「琉球」と呼ばれる独立国家でした。日本は第二次世界大戦前から戦時中にかけて多くの国を併合し、ほとんどの国は第二次大戦後に独立を取り戻したが、琉球だけは独立しなかった。
そして、日米両国の軍事基地として利用されてきた。
```

```
琉球が独立すれば、自国の領土に米軍や他の外国軍の基地を認めるかどうか、認めるならばどの程度まで認めるかを自分で決めることができる。そして、おそらく琉球はすべての米軍基地の段階的な撤去を要求するだろう。
なぜなら、琉球における米軍の人気は非常に低いためだ。
```

2019年3月には、玉城デニー沖縄県知事と面会したまた、沖縄県警が情報収集していたことが発覚し、沖縄タイムスが「まるで容疑者扱い」と批判的に報道した。
著書も出しており、著書『OCCUPIED OKINAWA』の執筆において琉球民族独立総合研究学会の豊富な知識が役に立ったとし、謝辞を述べている。

### 著書での主張
カジワラは『OCCUPIED OKINAWA』という著書を執筆している。
その著書の中では、下記のような主張をしている。
```
中国は琉球を大琉球とよび敬意と名誉を持って接した。一方、これまでに琉球を侵略した国は日本と米国だけであり、日本は二度琉球を侵略したと言う人もいるが、実際に三回も侵略した。 （米国は1972年に琉球を日本に「与えた」。）
```

```
中国の周囲には理論的には中国がその気になれば侵略できる小国がたくさんあるが、実際はそうしていない。 シンガポールを例に考えてみましょう。 陸地で言えば、シンガポールは琉球よりもはるかに小さいです。 シンガポールは戦略的に劣っている。
とても裕福で、とても裕福です。 しかし、中国はシンガポールへの侵略には関心を示していない。
```

```
中国は過去に一度も琉球に危害を加えたことはなく、将来的にも独立した琉球に危害を加えると考える理由はない。
したがって、ええ、沖縄には防衛や安全保障のために軍隊は必要ありません
[
29
]
。
```

```
(沖縄の問題は)日本の国内問題ではなく、より大きな外国勢力がはるかに小さな先住民族の島国を植民地化し、抑圧し、虐殺を行っているという国際問題である
[
30
]
。
```

また、日本の右翼には国家主義者が多く、中国のスパイであると何度も言われたとしている。

### 国連人権理事会における発言
2019年6月、NGO代表として国連人権理事会の一般討論で「沖縄は過度な基地負担に苦しんでいる。沖縄の人たちが差別や偏見に苦しんでいる事実を確かめてほしい」と演説した。日本政府は「沖縄住民は国民として完全な権利を享受しており、政府は基地の負担軽減をできる限り進めてきた。沖縄への基地設置は差別ではなく、地勢上の理由による」と反論した。
また、同理事会でカジワラは「日本は琉球人の大量虐殺を隠すため沖縄戦を利用した」と発言した。玉城知事はこれに対し「意見する立場ではない」ではないと答えた。我那覇真子は、カジワラの発言を玉城が否定せず、沖縄2紙も黙殺したと批判した。

### 中国関連発言
仲村覚は、カジワラが展開している琉球独立運動は、2012年以降中国の影響を受けていると述べた。
仲村によれば、2010年の尖閣諸島中国漁船衝突事件以後、中国では「日本軍が琉球人を大虐殺した」というプロパガンダが出回っており、2012年11月8日には「環球時報」で商務部研究員日本問題専門家の唐淳風が「中国は琉球独立運動を支持すべき」という掲載したが、2019年6月に行われたカジワラの国連での演説はそれとそっくりであると述べている。また、仲村は、カジワラがツイッターで「沖縄人は日本人ではない。沖縄が再び独立したら、中国が沖縄を侵攻するかもしれないと懸念する人がいる。真実は中国が琉球に危害を加えたことはなく中国は常に琉球に対して敬意と威厳をもってつきあってきた。中国は決して沖縄を侵攻することはない。」と述べたことは、中国へのおもねりだとしている。
2021年1月16日には、Code Pinkの「China Is Not Our Enemy with Rob Kajiwara (邦題:中国は我々の敵ではない) 」というインタビューに答えた。その中でロバート・カジワラは「琉球和平联盟の設立は琉球独立と非武装化を目的としている。」「明治維新の後、日本は西洋的な意味での工業化、軍国化が始まり西欧列強のように植民地を欲しがり琉球を併合した。」「1972年の琉球のアメリカから日本への移行は国際法上違法である。」「中国と琉球は友好的であり、琉球人は中国を脅威とは思っていない。中国は琉球の自己決定権を支持しているが、アメリカと日本の軍国主義は反対している。」などと述べた。2023年初旬、Code Pinkはニューヨーク・タイムズの取材対象となり、親中派コンテンツに資金を提供してきた米ハイテク界の大物との密接な関係が明らかになった。また、CodePinkのウェビナーで、「中国共産党を含む中華人民共和国は、常に琉球人の自決への台頭を認めてきた 」と主張した。
2021年3月25日には中国の国営国際メディアCGTNのインタビューに沖縄の活動家(Okinawa activist)として答え、「アメリカ式の民主主義は非常に偽善的である」と述べた。
2021年4月17日には、No Cold Warのインタービューに答え、琉球独立実践ネットワークへの参加と同時にハワイ独立運動とも連携していると述べている。また、「中国と琉球の間には長い平和と友好の歴史があるため、圧倒的多数の琉球の人々は中国を脅威とは思っていない」と述べた。
2021年4月30日には中国の国営英字メディアCGTNのインタビューに「日本と米国は琉球を自分たちの個人的な軍事リゾートと見なしている。琉球人のことを気にかけていない。」「米国が話す民主主義と人権については、それはすべて嘘と宣伝である。私たち琉球人はそれをまったく信じていない。」と語った。
2021年11月8日、第42回国連人権理事会は、中国などが起草し中国が総会に提出した決議案「植民地主義の遺産が人権に与える悪影響」（A/HRC/RES/48/7）を賛成27、反対0、棄権20で採択した。中国、アルゼンチン、ロシア、ブラジル、インドなど27カ国が支持し、フランス、ドイツ、日本、イタリア、イギリスなど20カ国が棄権した。これに対し、ロバート・カジワラは「最近、国連人権理事会で、中国などが『植民地主義の遺産が人権に与える悪影響』と題する決議のスポンサーになった。琉球、ハワイ、グアムなど、アメリカやその同盟国から虐げられてきた国々の独立を助けるための重要な文書です。 この重要な文書に賛同してくれた中国に感謝します。」と簡体字中国語でSNSにて述べた。全网搜と網易の中国語の記事では、魏孝昌と中国名が紹介され、琉球復国活動家と紹介された。
2022年3月21日、中国メディアの網易によれば、ロバート・カジワラは、Alfred-Maurice de Zayas、AlRonald Barnes、Leon Kaulahao Siuなどとともに、ハワイ、アラスカ、琉球の民族自決権の討論会を開いた。
2023年1月16日、中国共産党中央宣伝部が保有する日刊紙であるチャイナデイリーのインタビューに答え、「米国は、中国をより敵視し米帝国主義の発展と覇権主義を引き続き推進しようとしています。そのため、アジア太平洋全体でも、沖縄に軍事基地を設置する必要があると常に主張しています。」と述べた。

### 中国による沖縄認知戦報道
台湾メディアの報導者は、カジワラと中国共産党による沖縄認知戦の可能性を報道している。カジワラは琉球独立運動のネット上の有名人としては、SNS上で最も有名で謎めいた存在であり、沖縄ではなく中国にいるようであり、カジワラの投稿はほとんどが簡体字中国語で、中国微博で最も活発に活動し、中国国際テレビ（CGTV）のような中国の公式メディアとのインタビューでさえ最も頻繁に行われているとしている。
報導者のインタビューに対し、ロバートは下記のように応じている。
```
中国は大国で、琉球人のことを理解してくれる聡明な人がたくさんいて、いい評論を書いてくれたり、聡明な質問をしてくれたりするので、私は中国語でコミュニケーションをとるのが好きだし、琉球の古文書もほとんどが中国語で書かれている。
```

また、以前は英語と日本語で琉球問題を宣伝していたが、簡体字中国語で現在は発信をしている理由として下記のように応じた。
```
多くのアメリカ人や日本人は、琉球人や中国人に対して偏見を持っている。だから、馬の耳に念仏で、英語や日本語で書くのは好きではないんだ。
```

カジワラは、第二次世界大戦の沖縄戦で民間人が悲惨な犠牲を出したことを、彼は日本政府による琉球人虐殺とみなしている。
報導者の記者がさらに沖縄で会おうと誘うと、カジワラは「数ヶ月の出張」を理由に断った。 数週間後、彼は滅多に見せない中国訪問の写真をアップロードした。
しかし、記者が中国政府やメディアとの経験、そして日本と沖縄の間で熱く議論されている「中国認知戦」について議論しようとしたところ、カジワラは返事を書かなかったという。

### 先住民族の権利を訴える活動
2023年11月14日には、琉球先住民族まぶいぐみぬ会メンバーや沖縄戦遺骨収集ボランティアのガマフヤー、具志堅隆松とともに国連が定める先住民族の権利を求める活動を行った。また、2023年11月9日には、琉球新報と沖縄タイムスのインタビューに答え、基地被害を訴える映画をつくるという抱負を述べている。

### 中国の人権状況や外交について
カジワラは新疆ウイグル自治区とチベットにおける中国の少数民族政策を賞賛し、中国のチベット併合を占領ではなく解放と表現し、「ウイグル人や中国の他の少数民族は学校で母国語を教えられている」と述べている。また、2023年4月には、中国の動画サイトBilibiliで 「中国のネットユーザーは琉球が日本の不法な支配から脱却することを支持しよう」と呼びかけ、このビデオは182,000回再生された。また、香港の民主活動家をアメリカ帝国主義の支持者としている。

### 短編映画 占領下の沖縄
『Occupied Okinawa』（占領下の沖縄）は、ロバート・カジワラが2025年に制作した英語のドキュメンタリー映画。沖縄の歴史・文化と、現在も続く米軍基地の存在を対比的に描く内容で、国際社会に沖縄の現状を伝えることを目的としている。喜納昌吉、GWINKO、仲村芳信らが出演。沖縄や海外で上映されており、続編の制作も進められている。

### 台湾有事に関連した発言
ロバート・カジワラは中国語にて、中国のSNSサイトWeiboなどでも下記のような発言を行っている。
```
日本は『台湾問題』を口実に琉球（沖縄）人を琉球から追い出すと宣言した。いったん戦争が起きれば、日本は躊躇（ちゅうちょ）なく琉球人を虐殺するだろう。
```

台湾有事に関連した沖縄県の避難計画などに関連した発言であった。